# Lèves
Lèves ist eine französische Gemeinde mit 5701 Einwohnern (Stand 1. Januar 2022) im Département Eure-et-Loir in der Region Centre-Val de Loire. Sie gehört zum Arrondissement Chartres, zum Kanton Chartres-3 und zum Gemeindeverband Chartres Métropole. Die Einwohner nennen sich Levois oder Lévois.

## Geographie
Die Gemeinde liegt im Ballungszentrum rund drei Kilometer nördlich von Chartres. Nachbargemeinden sind Poisvilliers im Norden und Nordosten, Saint-Prest im Osten, Champhol im Südosten, Chartres im Süden und Südwesten, Mainvilliers im Südwesten und Westen sowie Bailleau-l’Évêque im Nordwesten.
Die Stadt liegt am Fluss Eure, das Gemeindegebiet wird außerdem von seinem Nebenfluss Coinon durchquert.

## Bevölkerungsentwicklung
| Jahr      | 1968 | 1975 | 1982 | 1990 | 1999 | 2006 | 2018 |
| Einwohner | 2441 | 3111 | 3427 | 3920 | 4308 | 4405 | 5743 |

## Sehenswürdigkeiten
- Kirche Église Saint-Lazare, erbaut 1952–57 durch den Architekten Jean Rédreau
- ehemalige Abtei Notre-Dame de Josaphat

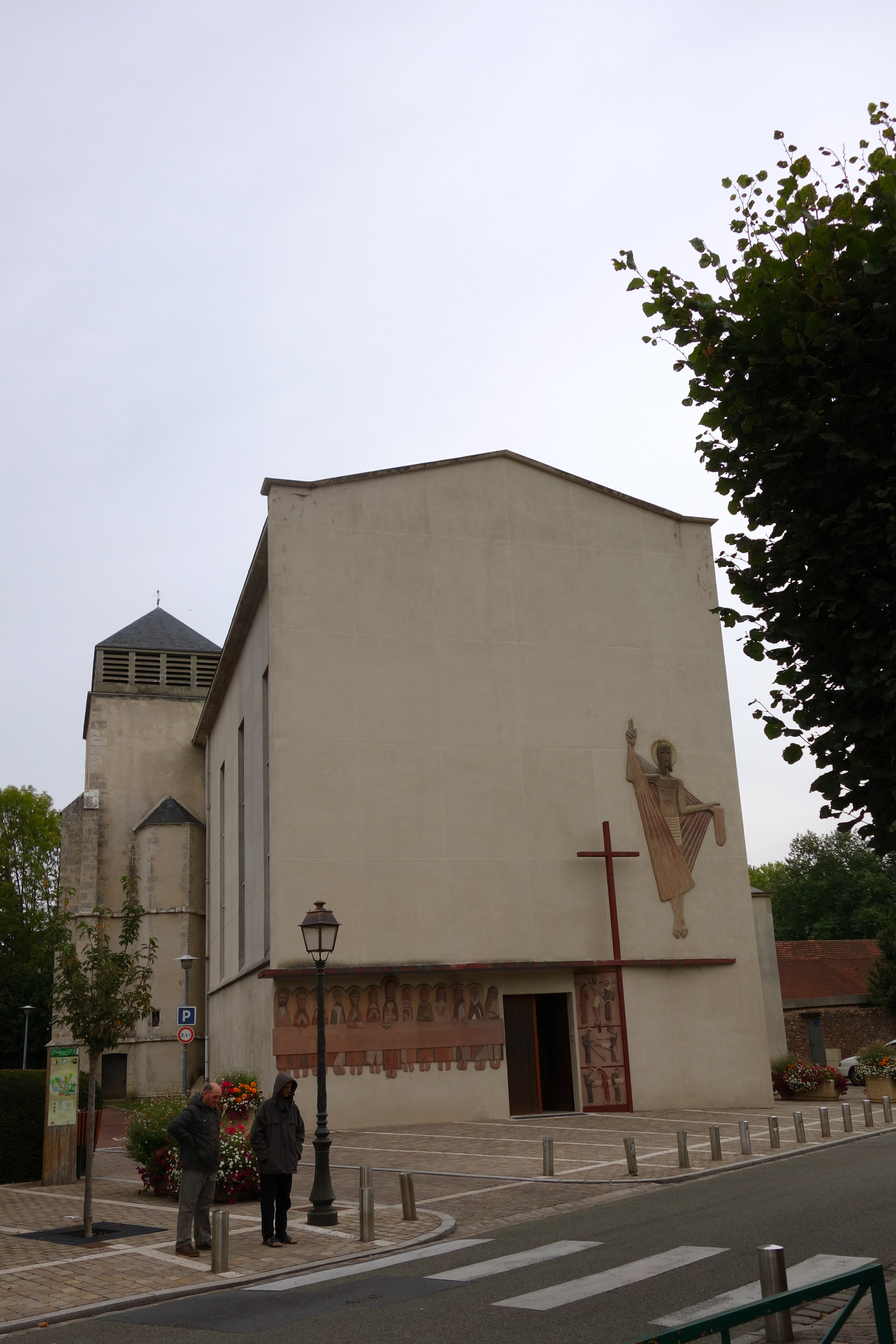
Kirche Saint-Lazare